# Soul (film)
Soul is een Amerikaanse computeranimatiefilm uit 2020, geregisseerd door Pete Docter en geproduceerd door Pixar Animation Studios in samenwerking met Walt Disney Animation Studios. De film zou in eerste instantie in première gaan in de bioscoop, maar was vanwege de Coronapandemie exclusief te zien op videostreamingdienst Disney+. In de landen waar de bioscopen wel open waren werd de film wel gedraaid.

## Verhaal
Joe Gardner is een muziekleraar op de middelbare school die er van droomt als jazzmuzikant op het podium te staan. Op een avond krijgt hij eindelijk de kans op te treden als openingsact in de Half Note Club. Door een ongeluk wordt zijn ziel echter gescheiden van zijn lichaam en getransporteerd naar de trap om naar het hiernamaals te gaan. Hij rent terug, worstelt zich door de beveiliging van de trap en komt in het You Seminar terecht, een centrum waar zielen zich ontwikkelen vooraleer ze naar een pasgeboren kind worden getransporteerd. Gardner wordt als iemand anders gezien en wordt daardoor mentor van 22. 22 is een ziel in training die een hekel heeft aan de aarde. Zielen als Mohammed Ali en Moeder Teresa heeft ze al tot het uiterste gedreven om niet naar aarde te hoeven. Joe sluit een deal met 22, dat wanneer zij haar 'vonk' vindt, hij de 'aardpas' mag gebruiken om terug naar aarde terug te keren. Dit gaat alleen niet zonder tegenslag.

## Stemverdeling
| Personage                    | Engelse stem       | Nederlandse stem   | Vlaamse stem          |
| ---------------------------- | ------------------ | ------------------ | --------------------- |
| Joe Gardner                  | Jamie Foxx         | Kenneth Bron       | Hans Van Cauwenberghe |
| 22                           | Tina Fey           | Jacqueline Govaert | Cathy Petit           |
| Moonwind                     | Graham Norton      | Simon Zwiers       | Thomas Cordie         |
| Terry                        | Rachel House       | Raven van Dorst    | Els Olaerts           |
| Counselor Jerry A            | Alice Braga        | Glennis Grace      | Kirsten Lemaire       |
| Counselor Jerry B            | Richard Ayoade     | Huub Dikstaal      | Yemi Oduwale          |
| Counselor Jerry C            | Wes Studie         | Berend Dubbe       | Herbert Bruynseels    |
| Counselor Jerry D            | Fortune Feimster   | Kim van Zeben      | Jan Van Hecke         |
| Counselor Jerry E            | Zenobia Shroff     | Naomi Webster      | Marjan De Gendt       |
| Libba Gardner (Joe’s moeder) | Phylicia Rashad    | Joanne Telesford   | Hilde Norga           |
| Dez                          | Donnell Rawlings   | Murth Mossel       | Pieter-Jan De Paepe   |
| Curley Baker                 | Questlove          | Rogier Komproe     | Adams Mensah          |
| Dorothea Williams            | Angela Bassett     | Peggy Sandaal      | Tania Kloek           |
| Paul                         | Daveed Diggs       | Ivo Chundro        | Bram Van Outryve      |
| Connie                       | Cora Champommier   | Anne Buhre         | Lotte Heuten          |
| Melba                        | Margo Hall         | Jeannine La Rose   | Christel Domen        |
| Dancestar                    | Ochuwa Oghie       | Jeannine La Rose   | Christel Domen        |
| Lulu                         | Rhodessa Jones     | Ingrid Simons      | Isabelle Van Hecke    |
| Doctor                       | Sakina Jaffrey     | Meghna Kumar       | Gerdy Swennen         |
| Principal Arroyo             | Jeannie Tirado     | Meghna Kumar       | Gerdy Swennen         |
| Hedge Fund Manager           | Calum Grant        | Florus van Rooijen | Jan Van Hecke         |
| Therapy Cat Lady             | Laura Mooney       | Anneke Beukman     | Isabelle Van Hecke    |
| Marge                        | Peggy Flood        | Hilde de Mildt     | Marjan De Gendt       |
| Basketbalcommentator         | Peggy Flood        | Hilde de Mildt     | Maja Van Honsté       |
| Gerel                        | June Squibb        | Maria Lindes       | Christel Domen        |
| Dreamerwind                  | Catherine Cavadini | Cynthia de Graaff  | Marjan De Gendt       |
| Dorian                       | Dorian Lockett     | Franky Rampen      | Johan De Paepe        |
| Windstar                     | Ronnie del Carmen  | Thijs van Aken     | Bram Van Outryve      |
| Miho                         | Esther K. Chae     | Kirsten Fennis     | Maja Van Honsté       |
| Miali                        | Elisapie Isaac     | Elisapie Isaac     | Elisapie Isaac        |
| Ray Gardner                  | Marcus Shelby      | Murth Mossel       | Bert Vannieuwenhuyse  |

## Productie
Aanvang 2016 werd aangekondigd dat Pete Docter werkte aan een nieuwe animatiefilm. 
Jamie Foxx, Tina Fey, Quest Love, Phylicia Rashad en Daveed Diggs zullen de stemmen vertolken. De filmpremière zou in de Verenigde Staten in eerste instantie worden verwacht op 19 juni 2020, maar door de uitbraak van het Coronapandemie werd de première verschoven naar 25 december 2020. Op 8 september 2020 werd bekendgemaakt dat de film op 11 oktober 2020 in première zou gaan op het BFI London Film Festival.

## Prijzen en nominaties
| Jaar | Prijs                    | Categorie                              | Genomineerde(n)                          | Uitslag     |
| ---- | ------------------------ | -------------------------------------- | ---------------------------------------- | ----------- |
| 2021 | National Board of Review | Top 10 films van het jaar              | Top 10 films van het jaar                | Gewonnen    |
| 2021 | National Board of Review | Beste animatiefilm                     | Beste animatiefilm                       | Gewonnen    |
| 2021 | Satellite Awards         | Beste geanimeerde of mixed media film  | Beste geanimeerde of mixed media film    | Genomineerd |
| 2021 | Satellite Awards         | Beste origineel script                 | Pete Docter, Mike Jones & Kemp Powers    | Genomineerd |
| 2021 | Golden Globes            | Beste animatiefilm                     | Beste animatiefilm                       | Gewonnen    |
| 2021 | Golden Globes            | Beste muziek                           | Jon Batiste, Trent Reznor & Atticus Ross | Gewonnen    |
| 2021 | Critics' Choice Awards   | Beste filmmuziek                       | Jon Batiste, Trent Reznor & Atticus Ross | Gewonnen    |
| 2021 | BAFTA Awards             | Beste animatiefilm                     | Beste animatiefilm                       | Gewonnen    |
| 2021 | BAFTA Awards             | Beste filmmuziek                       | Jon Batiste, Trent Reznor & Atticus Ross | Gewonnen    |
| 2021 | BAFTA Awards             | Beste geluid                           | Ren Klyce, Coya Elliott & David Parker   | Genomineerd |
| 2021 | Academy Awards           | Beste animatiefilm                     | Beste animatiefilm                       | Gewonnen    |
| 2021 | Academy Awards           | Beste filmmuziek                       | Jon Batiste, Trent Reznor & Atticus Ross | Gewonnen    |
| 2021 | Academy Awards           | Beste geluid                           | Ren Klyce, Coya Elliott & David Parker   | Genomineerd |
| 2022 | Grammy Awards            | Best Score Soundtrack for Visual Media | Jon Batiste, Trent Reznor & Atticus Ross | Gewonnen    |